# Мавиал
Федеральное государственное унитарное предприятие «Авиакомпания „Магаданские авиалинии“» («Мавиал») — российская авиакомпания, базировавшаяся в г. Магадан. Образована в марте 1994 года. С июля 2006 года приостановила свою деятельность. В июле 2007 года суд объявил компанию банкротом. Сейчас рейсов не выполняет.

## История

### Становление
- 23 марта 1994 года путём объединения компании «Полёт», Магаданского агентства по продаже билетов, наземного комплекса по техническому обслуживанию воздушных судов, медсанчасти, грузовой службы и центра по подготовке и переподготовке авиаперсонала аэропорта «Сокол» создается ФГУП «Авиакомпания „Магаданские авиалинии“». Предприятие возглавил Александр Русс, ныне вице-президент Транспортной клиринговой палаты[1][2].
- Через некоторое время работники предприятия сталкиваются с невыплатой зарплат, и компанию возглавляет врач Валентин Ладис. Тем не менее, до 2004 года проблема так и не была решена, хотя предприятие активно поддерживала администрация Магаданской области[1].
- Ещё через некоторое время из состава компании выведено агентство по продаже билетов[1].
- В 1997 году началось регулярное выполнение беспосадочного рейса Магадан-Москва-Магадан на Ил-62М[2].
- В 1999 году генеральным директором «Мавиала» стал диспетчер по УВД Александр Шуваев[2].
- 2 октября 2001 года — «Мавиал» принял решение о лизинге двух самолётов Як-42Д-90, которые должны были заменить Ту-154Б на внутренних линиях[3].
- 23 мая 2003 года — самолёту Ил-62М присвоено имя убитого в октябре 2002 года губернатора Магаданской области Валентина Цветкова[4].
- В конце 2003 года «Мавиал» был включён в план приватизации на 2004 год, однако руководство области и руководство и работники авиакомпании не поддержали этот шаг[5]. Минтранс согласился с их позицией[6].

### Кризис
- В 2004 году монополия «Мавиала» на дальние перевозки оказалась разрушена приходом сразу нескольких авиакомпаний («Владавиа», «Дальавиа», «Красэйр» и других)[1]. Это отразилось на авиакомпании недозагруженностью, и, как следствие, начались задержки зарплат[7] и отмены рейсов[8][9].
- 19 апреля 2006 года временно исполняющим обязанности генерального директора компании назначен Константин Бударин[1].
- 6 июня 2006 года — из-за огромной задолженности «Мавиал» отменяет большую часть своих рейсов и отказывается возвращать деньги пассажирам[10].
- 2 июля 2006 года — работники «Мавиала» провели пикет возле здания областной администрации[11].
- 24 августа 2006 года — Бударин отстранен от занимаемой должности[1].
- 31 августа 2006 года — 13 работников наземных служб «Мавиала» объявили бессрочную голодовку с требованием выплатить им долги по зарплате — 50 млн рублей[12].
- 2 сентября 2006 года — временно исполняющим обязанности генерального директора авиакомпании назначен выдвинутый коллективом бывший начальник наземных служб «Мавиала» Александр Суворов[13][14].
- 6 сентября 2006 года — губернатор Магаданской области Николай Дудов в срочной телеграмме призвал руководителя Росимущества Валерия Назарова принять срочные меры по стабилизации ситуации в авиакомпании[15].
В тот же день госпитализирован один из участников голодовки[16].
- 9 сентября 2006 года — госпитализированы ещё два участника голодовки[17].
- 14 сентября 2006 года — голодовка прекращена. Участникам выплачена зарплата за год[18].
- 3 октября 2006 года — судебные приставы по требованию Росимущества наложили арест на всё имущество «Мавиала»[19].
- 15 октября 2006 года — по распоряжению Росимущества исполняющим обязанности генерального директора авиакомпании назначен Александр Зарудин[20].
- 25 октября 2006 года лётный состав и бортпроводники объявляют бессрочную голодовку с требованием выплатить долги по зарплате — 75 млн рублей. В ней участвуют, по разным данным, от 30 до 40 человек[18][21].
- 27 октября 2006 года совет директоров «Аэрофлота» принял решение о создании своего филиала в Магадане, переводе туда части персонала «Мавиала» и выкупе у компании всех самолётов Ту-154М[22].
В тот же день прошла встреча Дудова с голодающими[23].
- 8 ноября 2006 года на аукционе за 26,6 млн рублей продана принадлежащая «Мавиалу» жилая вставка по Колымскому шоссе, 4 в Магадане[24].
- 15 ноября 2006 года — с диагнозом «истощение» госпитализированы пятеро участников голодовки[25].
- 16 ноября 2006 года началась выплата задолженности перед голодающими работниками «Мавиала». 17 ноября голодовка была приостановлена[26].
- 27 ноября 2006 года, не дождавшись выплаты своей зарплаты, от голодания на 53 году жизни умер командир воздушного судна Вадим Шишкин[1].

### Банкротство
- 6 февраля 2007 года Арбитражный суд Магаданской области принял решение о введении процедуры наблюдения в компании[27].
- 9 июня 2007 года — управление ФССП по Магаданской области сообщило, что за два года удалось реализовать имущества на 70 млн рублей. Все деньги пошли на погашение задолженности по исполнительным листам, вступившим в силу до 6 февраля 2007 года[28].
- 11 июля 2007 года — сорвано заседание совета кредиторов «Мавиала» из-за того, что его покинуло управление ФНС России по Магаданской области — долг авиакомпании перед налоговиками составлял 46 % всей суммы долга[29].
- 12 июля 2007 года в Магадане начал работу филиал авиакомпании «Аэрофлот — Российские авиалинии». Один самолёт был выкуплен компанией, остальные взяты в аренду[29].
- 25 июля 2007 года Арбитражный суд Магаданской области объявил «Мавиал» банкротом[30].
- 24 августа 2007 года — конкурсным управляющим «Мавиала» назначен Виктор Радский[31].
- 25 июля 2008 года Арбитражный суд Магаданской области продлил срок конкурсного производства[31].
- 30 января 2009 года Арбитражный суд Магаданской области продлил срок конкурсного производства[31].
- 15 июля 2009 года Радский отстранён от должности в связи с обвинением в растрате полученных от реализации арестованного имущества «Мавиала» средств. 11 августа на должность конкурсного управляющего назначен Игорь Леташ[30][32].

### Сумма долга
На 16 сентября 2009 года сумма долга составила 692 миллиона рублей, 50 миллионов из них — задолженность бывшим работникам компании. «Мавиал» — крупнейший должник по заработной плате в Магаданской области.

## Флот

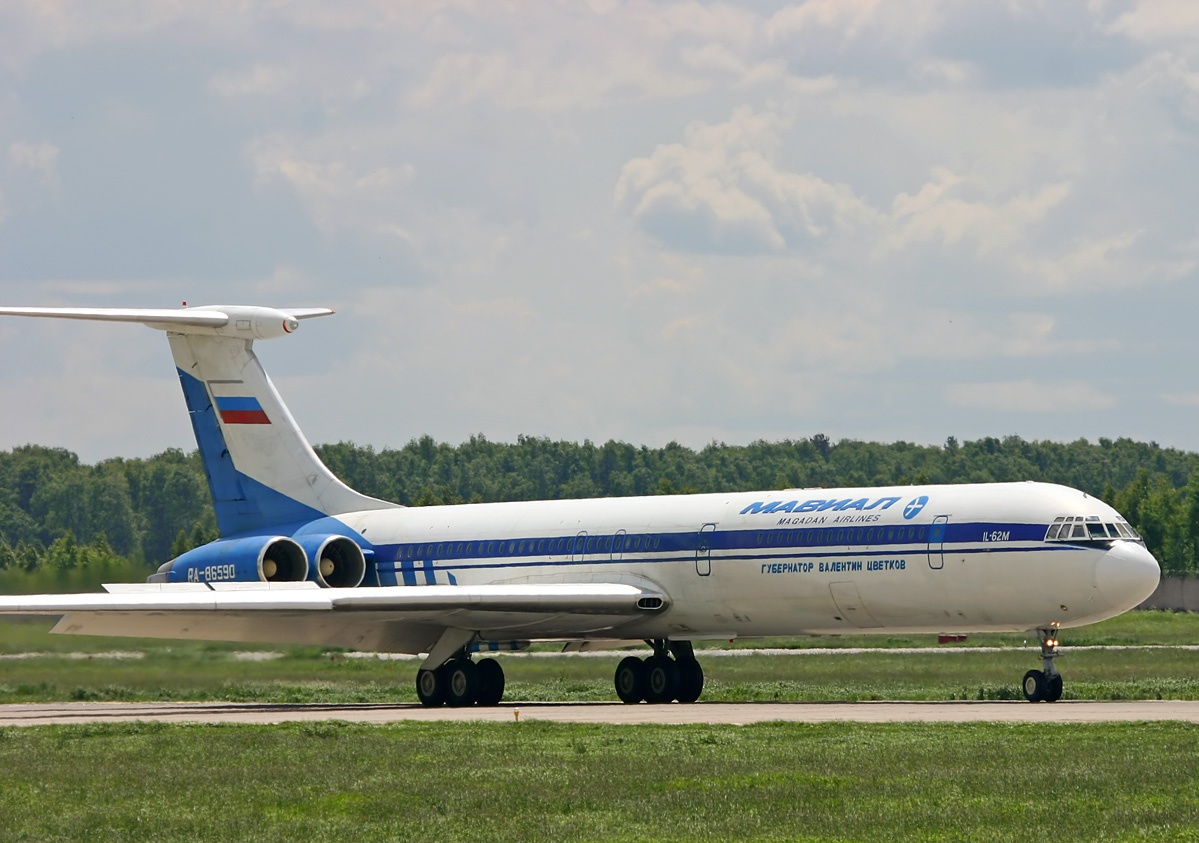
Ил-62М «Губернатор Валентин Цветков»

По состоянию на июнь 2006 года во флоте «Мавиала» присутствовали:
- 3 Ту-154Б2 (один из них стоит в аэропорту «Домодедово»[36]);
- 3 Ту-154М (из них один продан «Аэрофлоту»);
- 3 Ил-76ТД (из них один продан на аукционе[35]);
- 1 Ил-62М (стоит в аэропорту «Домодедово»[36]).

Два самолёта Ту на территории авиаремонтного завода № 411 в Минеральных Водах, ещё один — на территории авиаремонтного завода № 400 во Внукове. Два самолёта стоят возле ангаров аэропорта «Сокол».

## Рейсы
До 2004 года «Мавиал» был монополистом на рынке дальней авиации Колымы. По мнению председателя профкома лётного состава «Мавиала» Александра Абельмаса, губернатор Цветков поддерживал такое положение, поскольку тот считал, что «варяги» (то есть другие авиакомпании) не принесут пользы экономике региона.
Тем не менее, до 2007 года компания выполняла рейсы в следующие города:
- Россия:

- Владивосток (Кневичи);
- Екатеринбург (Кольцово);
- Иркутск (Иркутск);
- Краснодар (Пашковский);
- Москва (Домодедово);
- Новосибирск (Толмачёво);
- Петропавловск-Камчатский (Елизово);
- Санкт-Петербург (Пулково);
- Хабаровск (Новый);

- США:

- Анкоридж (аэропорт им. Теда Стивенса).